# Deutsche SchülerAkademie

Logo der Deutschen SchülerAkademie

Die Deutsche SchülerAkademie ist ein seit 1988 existierendes außerschulisches Programm des Talentförderzentrums Bildung & Begabung zur Förderung besonders begabter und motivierter Oberstufenschüler. Jeden Sommer werden dafür mehrere meist 16-tägige Akademien an verschiedenen Standorten in Deutschland veranstaltet. Sie sind Teil der Begabtenförderungsprogramme des Bundes und der Länder. Das Programm wird unter anderem vom Bundesministerium für Bildung und Forschung, vom Stifterverband für die Deutsche Wissenschaft und verschiedenen Stiftungen finanziert. Schirmherr ist der Bundespräsident, die Geschäftsstelle befindet sich in Bonn.

## Programm
Während der Akademien arbeiten die Jugendlichen in Kursen zu verschiedenen wissenschaftlichen Themen auf Universitätsniveau zusammen. Die Bandbreite reicht von Mathematik über natur-, ingenieur-, geistes-, rechts- und wirtschaftswissenschaftliche Kurse bis hin zu Themen aus dem musisch-künstlerischen Bereich. Im Jahr 2019 umfasste das Angebot 60 Kurse in insgesamt sieben Akademieorten. Neben der Kursarbeit der Akademien werden vielfältige musische, sportliche und andere kursübergreifende Aktivitäten angeboten.
Ziel des Programms ist es einerseits, den Schülern eine intellektuelle Herausforderung zu bieten, sie über ihre bisherige Lebenswelt hinausblicken zu lassen und gegebenenfalls an die Grenzen ihrer Leistungskraft zu führen. Andererseits soll den Teilnehmern auch die Gelegenheit geboten werden, andere begabte Schüler aus ganz Deutschland und teilweise auch aus dem Ausland kennenzulernen.

## Organisationsstruktur einer Akademie
Die Akademien finden in den Sommerferien statt und dauern jeweils 16 (JGW-Akademien 12) Tage. Sie bestehen aus je sechs (in den multinationalen Akademien vier) Kursen, wobei jeder Kurs aus 16 Teilnehmern und zwei Kursleitern besteht. Die Akademieleitungsteams setzen sich aus 15 bis 16 (bei multinationalen Akademien 11) Personen zusammen:
- ein oder zwei Akademieleiter
- ein Assistent der Akademieleitung (in der Regel ein ehemaliger Teilnehmer)
- zwölf (bei multinationalen Akademien acht) Kursleiter
- ein Verantwortlicher für den Bereich der kursübergreifenden Musik

## Teilnahmebedingungen
Teilnahmeberechtigt sind Schüler der vorletzten zwei Jahrgangsstufen an Schulen, die zur allgemeinen Hochschulreife führen. Sie dürfen am 1. Juli des Jahres der Akademie nicht älter als 20 Jahre sein. Gefordert werden außerdem überdurchschnittliche intellektuelle Fähigkeiten, ein breites Interesse und eine hohe Leistungsbereitschaft.
Die Schüler werden entweder von ihrer Schule empfohlen oder qualifizieren sich durch die erfolgreiche Teilnahme an bestimmten bundesweiten Schülerwettbewerben. Daneben besteht auch die Möglichkeit, sich durch ein Online-Formular und mit der Einreichung eines Motivations- und eines Empfehlungsschreibens selbst zu bewerben. Aus Kapazitätsgründen kann jedoch nur ein gewisser Teil der Bewerber angenommen werden; im Jahr 2024 lag die Aufnahmequote bei 54 Prozent. Jeder Schüler kann grundsätzlich nur einmal am Programm teilnehmen. Große Teile der Kosten werden aus den Mitteln gedeckt, die die öffentlichen und privaten Geldgeber zur Verfügung stellen. Die verbleibende Selbstbeteiligung der Teilnehmer kann aus sozialen Gründen erstattet werden.

## Entwicklung
1988 war die Ferienakademie Bonn die einzige SchülerAkademie. 1989, 1990 und 1992 gab es bundesweit zwei Akademien. 1993 etablierte der Deutsche Bundestag die Deutsche SchülerAkademie als dauerhafte Maßnahme im Haushalt des Bundesministeriums für Bildung und Forschung, 1994 gab auch die Kultusministerkonferenz der Länder ihre Zustimmung zu dem Programm. Danach wuchs der Umfang stetig auf bis zu zwölf Akademien in den Jahren 2011 und 2013/2014: 2019 fanden insgesamt zehn Akademien an sieben Standorten statt.
Von 2003 bis 2015 wurde ein Teil der SchülerAkademien als „Multinationale Akademie“ organisiert und durch die Haniel Stiftung gefördert. Hier nahmen neben den deutschen Teilnehmern auch begabte Schüler aus Osteuropa am Kursprogramm teil. In Waldenburg waren dies jeweils Schüler aus Tschechien, Rumänien, Ungarn und der Slowakei, in Torgelow am See Jugendliche aus Lettland, Litauen, Estland und Polen. Die Multinationalen Akademien bestanden aus vier statt aus sechs Kursen, sodass nur acht Kursleiter eingebunden waren und sich das Akademieteam aus insgesamt 11 Personen zusammensetzte.
Seit 2004 organisiert zudem der Verein Jugendbildung in Gesellschaft und Wissenschaft (JGW) einige SchülerAkademien, um mehr Jugendlichen die Teilnahme zu ermöglichen. Diese Akademien orientieren sich stark an den regulären und werden von der Geschäftsstelle der Deutschen SchülerAkademie mitbetreut und angeboten. Die Teilnahmebedingungen und das Bewerbungsverfahren sind deshalb mit den regulären Akademien identisch. Wesentlicher Unterschied ist die mit 12 Tagen kürzere Dauer der Veranstaltungen.

## Alumniorganisation
Der Club der Ehemaligen der Deutschen SchülerAkademien e. V. (CdE) ist der Ehemaligenverein der Schülerakademie mit ca. 4.500 Mitgliedern. Ehemalige Teilnehmer einer Schülerakademie und seit einiger Zeit auch Teilnehmer von CdE-Akademien können seit 1992 Mitglied des CdE werden, um mit ehemaligen Teilnehmern der eigenen und anderer Akademien in Kontakt zu bleiben. Der CdE organisiert sich in Lokalgruppen in größeren Städten (in Deutschland und im Ausland). Der Verein veranstaltet Seminare sowie Akademien nach dem Vorbild der DSA. Bei diesen CdE-Akademien sucht sich jeder Teilnehmer im Vorfeld einen Kurs aus, wobei die Bandbreite von eher alltäglichen Dingen wie Kochkursen über sportliche Betätigungen wie zum Beispiel Tanzen bis hin zu wissenschaftlichen Kursen über Themen aller Art reicht. Bei allen Kursen steht die Weiterbildung beziehungsweise der Erwerb von Fähigkeiten im Vordergrund, wobei unter anderem durch die Freiwilligkeit die Motivation der Teilnehmer sehr hoch ist. Die Kurse werden dabei von (unbezahlten) Kursleitern gehalten, die außerhalb der Kurszeiten normale Teilnehmer sind.
Jährlich stattfindende Akademien sind die WinterAkademie (1½ Wochen) zuletzt in Kaub und Oberwesel im Mittelrheintal, vorher und wieder seit 2023 statt Kaub im Schloss Windischleuba, PfingstAkademie (verlängertes Wochenende) und SommerAkademie (dreiteilig über jeweils eine Woche) auf dem Eisenberg bei Kirchheim/Bad Hersfeld, Musikakademie an wechselnden Standorten, Nachhaltigkeitsakademie in Mönchengladbach-Hardt sowie die Multinationale Akademie, die meist im östlichen Ausland stattfindet. In jährlich stattfindenden Seminaren des CdE stellen die Teilnehmer gegenseitig ihre wissenschaftliche Arbeit vor. Außerdem werden im Rahmen des Vereins verschiedene Projekte, insbesondere Freizeiten (zum Beispiel Ski und Segeln), angeboten, die ebenfalls von Vereinsmitgliedern organisiert werden. Einige Akademien und Seminare wurden vom Bundesministerium für Bildung und Forschung gefördert.

## Deutsche JuniorAkademien
Ergänzend zu dem Programm der Deutschen SchülerAkademie, das sich an Schüler der Sekundarstufe II richtet, werden seit 2003 zusätzlich regionale Akademien zur Förderung leistungsbereiter Schüler der Sekundarstufe I veranstaltet. Die Koordinierung erfolgt ebenfalls über die Deutsche SchülerAkademie.